# Dikeios
Dikeios (řecky Δίκαιος) je řecká obecní jednotka na ostrově Kós v Egejském moři v souostroví Dodekany. Do roku 2011 byla obcí. Nachází se v centrální části ostrova. Na východě sousedí s obecní jednotkou Kós a na západě sousedí s obecní jednotkou Irakleides. Je jednou ze tří obecních jednotek na ostrově.

## Obyvatelstvo
Obecní jednotka Dikeios se skládá ze 2 komunit. V závorkách je uveden počet obyvatel.
- Obecní jednotka Dikeios (7130) — komunity: Asfendiou (4094), Pyli (3036).